# Eleutherodactylus lamprotes
Eleutherodactylus lamprotes es una especie de anfibio anuro de la familia Eleutherodactylidae.

## Distribución geográfica
Esta especie es endémica de Haití. Habita entre los 820 y 1455 m de altitud en el macizo de la Hotte.

## Descripción
Los machos miden hasta 29 mm.

## Publicación original
- Schwartz, 1973 : Six new species of Eleutherodactylus (Anura, Leptodactylidae) from Hispaniola. Journal of Herpetology, vol. 7, n.º 3, p. 249-273.[5]